# Václav Prokeš
Václav Prokeš (29. června 1916 Straky – 9. srpna 1994 Praha) byl český pilot 311. československé bombardovací perutě RAF.

## Život

### Před druhou světovou válkou
Václav Prokeš se narodil 29. června 1916 ve Strakách na Nymbursku. Obecnou školu vychodil v rodné obci, měšťanskou v Nymburku, ve Všejanech se vyučil strojním zámečníkem a vystudoval průmyslovou školu. Prezenční vojenskou službu nastoupil v roce 1936 k Leteckému pluku 1 do Prahy, následně sloužil u Leteckého pluku 5 v Brně. Ve vojenské službě zůstal až do rozpuštění armády v roce 1939.

### Druhá světová válka
Po německé okupaci v březnu 1939 opustil Václav Prokeš ilegálně Protektorát Čechy a Morava a odešel do Polska, kde se v srpnu téhož roku přihlásil do zde vznikající československé zahraniční jednotky. Následně byl přijat do polského armádního letectva a přesunut na letiště v Dęblinu. Po pádu Polska v září 1939 upadl do sovětské internace, po propuštění v červnu 1940 zamířil do Francie. Když se nacházel na území Turecka došlo ke kapitulaci Francie, proto byl společně s dalšími dopraven do Spojeného království, kam dorazil v říjnu 1940. Zde byl přijat do Royal Air Force a po zaškolení zařazen k 311. československé bombardovací peruti. Zde postupně působil jako palubní letecký technik, pilot a instruktor technického výcviku palubních techniků. Nalétal 780 operačních hodin.

### Po druhé světové válce
Do Československa se Václav Prokeš společně s 311. perutí vrátil v srpnu 1945. Peruť byla přetvořena na letecký dopravní pluk, ve kterém nadále létal a vedl výcvik leteckých techniků. V květnu 1950 byl komunistickou mocí z armády propuštěn a nějakou dobu nebyl schopen najít zaměstnání. Přes autoopravárenství se postupně opět dostal k opravám leteckých zařízení. V roce 1965 byl rehabilitován a poté zaměstnán ve vývoji leteckých motorů. V tomto oboru působil do odchodu do důchodu v roce 1971. Zemřel 9. srpna 1994 v Praze.

## Vyznamenání
- 3x Československý válečný kříž 1939
- 2x Československá medaile Za chrabrost před nepřítelem
- Československá medaile za zásluhy I. stupně
- Kříž za chrabrost (Polsko)